# 长安的荔枝 (电影)
《长安的荔枝》是一部2025年中国大陆古装剧情喜剧电影，由大鹏编剧并执导，大鹏、白客、庄达菲、刘俊谦领衔主演。该片改编自马伯庸的同名小说，主要讲述了唐朝天宝年间，小吏李善德无意间被安排为“荔枝使”，从而引发的一系列意想不到的奇遇故事。
電影于2025年7月18日在中國大陆上映。

## 演员
| 演员   | 角色   | 备注                                 |
| ------ | ------ | ------------------------------------ |
| 大鹏   | 李善德 | 上林署监事、“荔枝使”，鄭玉婷的丈夫。 |
| 白客   | 苏谅   |                                      |
| 庄达菲 | 阿僮   |                                      |
| 刘俊谦 | 林邑奴 |                                      |
| 杨幂   | 郑玉婷 | 李善德的妻子。                       |
| 林雪   | 何启光 |                                      |
| 刘德华 | 杨国忠 |                                      |
| 张若昀 | 杜少陵 |                                      |
| 常远   | 鱼朝恩 |                                      |
| 王迅   | 刘署令 |                                      |
| 孙阳   | 赵辛民 |                                      |
| 魏翔   | 苏源   |                                      |
| 宋小宝 | 宋天罡 |                                      |
| 贾樟柯 |        |                                      |
| 马伯庸 |        |                                      |
| 王雨甜 |        |                                      |

## 制作
该片于2024年11月3日在湖北襄阳唐城影视基地正式开机。岭南部分戏份则在广东取景拍摄，包括阳江、东莞、罗定、江门等地。

## 發行
《长安的荔枝》定檔2025年7月25日在中國大陆上映。

## 反响
鮑德熹称赞该片为“年度最佳”。大公报评价称，该片成功地在历史的缝隙中展开故事，小吏李善德在重压下挣扎求存，如同现实中的“打工人”，让观众在“唐代职场”中看到了自己的身影；通过他直面权贵，质问杨国忠，对腐朽的朝廷进行了深刻的批判，保留了小说的精髓；在制作方面亦是诚意满满，体现了剧组“手工打磨”的精神。《经济日报》亦称，电影将“画大饼”、“踢皮球”等现代职场热梗与唐代历史背景相结合，让历史性与当代性巧妙融合；剧组在制作上力求“考古级”的细节还原，例如运输路线严格参照唐代古籍，邀请非物质文化遗产专家复原染色工艺，并参考敦煌壁画打造妆容。

### 票房
| 上一届： 《侏羅紀世界：重生》 | 2025年中国内地一周票房冠军 第27週 | 下一届： 《南京照相館》 |